# Бондарев, Григорий Семёнович
Григорий Семёнович Бондарев (род. 29 мая 1946, Дрогобыч) — российский политический и общественный деятель. Бывший народный депутат России, депутат Государственной думы I созыва.
Состоял в разных политических партиях демократической ориентации: Республиканской партии Российской Федерации, Московской областной региональной партии, «Яблоко».

## Биография
Родился 29 мая 1946 года в Дрогобыче, Львовской области, УССР.
В 1970 году окончил МВТУ им. Баумана.
В 1970—1972 проходил службу в рядах Советской армии.
В 1972—1977 — инженер завода, 1977 году по 1993 — инженер, научный сотрудник НИИ автоматизации производственных процессов МГТУ им. Н. Э. Баумана, доцент, кандидат технических наук.
В 1994—1995 — депутат Государственной думы Федерального Собрания Российской Федерации I созыва.
В 1996—2003 — заместитель руководителя аппарата Комитета Государственной Думы по бюджету и налогам.
С 2004 по 2014 — помощник, сотрудник Аппарата Уполномоченного по правам человека в Российской Федерации Владимира Лукина.
Женат, двое детей.

## Общественно-политическая деятельность
18 марта 1990 года избран народным депутатом РСФСР по 89-му Подольскому городскому территориальному округу Московской области.
На III съезде (апрель 1991) народных депутатов (тогда была разрешена регистрация политических групп) вошёл в Объединённую фракцию социал-демократов и республиканцев, став её координатором, на V съезде перерегистрировался в объединённую фракцию «РПРФ/СДПР — Левый центр», став одним из двух её координаторов, представляя РПРФ (на VI съезде фракция раскололась вновь, остался в РПРФ/СДПР), с VII съезда — фракция «Согласие ради прогресса». До мая 1992 входил в блок «Демократическая Россия».
С марта 1990 по сентябрь 1993 — член Комитета по международным делам и внешнеэкономическим связям Верховного Совета России, заместитель председателя Комиссии Верховного Совета РСФСР/России по вопросам гражданства.
В 1991 входил в состав Конституционной комиссии, участвовал в многочисленных встречах, консультациях и совещаниях с представителями автономных республик, депутатских фракций и групп касаемо подготовки проекта Конституции.
С 1992 по 1994 — член политсовета Республиканской партии Российской Федерации, вплоть до 1997 — член РПРФ.
14 апреля 1992 года апреля вошёл в состав оргкомитета «Коалиции реформ» — объединения 5 фракций Съезда народных депутатов России.
В 1992—1993 — член межпарламентской группы Верховного Совета России и Меджлиса Азербайджана (представлял СДПР)
В сентябре 1993 — феврале 1994 — секретарь Комиссии законодательных предположений при Президенте Российской Федерации.
12 декабря 1993 года избран по 113-му Подольскому одномандатному избирательному округу депутатом Государственной думы Российской Федерации I созыва с результатом 31681 голоса, или 10,46 %. Выдвинут блоком «Явлинский-Болдырев-Лукин», 13 января 1994 года зарегистрировался во фракции «Яблоко». До 19 октября 1994 года входил в Комитет по организации работы Думы, после — в Комитет по законодательству и судебно-правовой реформе.
За время работы в Государственной думе I созыва принял участие в разработке закона «О статусе депутата Совета Федерации и статусе депутата Государственной Думы Федерального Собрания РФ», предложил Думе внести в закон поправки, существенным образом ограничивающие иммунитет депутата. 
Выступая 19 октября 1995 года на пресс-конференции в ГД РФ, Бондарев заявил, что "Планка депутатского иммунитета сейчас поднята так высоко, что его безнаказанность начинает представлять опасность для общества «Правоохранительные органы должны получить право на следственные действия, сбор необходимых доказательств, допросы депутата. Сохранить надо лишь иммунитет от его ареста, задержания, обыска, досмотра, прослушивания телефона — все перечисленные меры возможны только по решению палаты, как и передача дела в суд»,- отметил Бондарев.

По его мнению, необходимость внесения изменений в закон о статусе депутата очевидна, так как «следует защитить общество от депутатов с преступными наклонностями». «Особенно актуальной эта проблема стала в последнее время, в преддверии выборов в Госдуму, когда ясно обозначилась тенденция к проникновению уголовных авторитетов и их ставленников в кандидаты депутатов как по партийным спискам, так и в качестве независимых, причём многие из них находятся под арестом или в бегах»,- сказал Бондарев на пресс-конференции.
В сентябре 1994 подписал «Обращение лидеров и представителей партий, движений, общественных организаций, общественных и политических деятелей» в поддержку курса на последовательные демократические реформы, вошёл в оргкомитет Единого движения социал-демократии, затем, в феврале — в учредительном съезде Российской партии социальной демократии в качестве гостя.
В 1995 выдвинут на выборах депутатов Государственной думы Российской Федерации II созыва от объединения «Яблоко» по 112-му Подольскому одномандатному округу, занял второе место, проиграв коммунисту Юрию Воронину.
В образованном в июне 1996 указом Бориса Ельцина Политическом консультативном совете (ПКС) при президенте занял одно из двух мест, предназначавшихся блоку «Памфилова — Гуров — Лысенко»; второе занял республиканец А. Механик.
Вступил в Московскую областную региональную партию, впоследствии преобразованную в московское областное отделение общероссийского общественного движения «Яблоко», в 1997 — избран членом политсовета, в 2001—2006 — заместитель председателя регионального отделения «Яблока» в Московской области.
В 1999 выдвинут на выборах депутатов Государственной думы Российской Федерации III созыва от объединения «Яблоко» по 112-му Подольскому одномандатному округу, занял второе место.
В 2003 выдвинут на выборах депутатов Государственной думы Российской Федерации IV созыва партией «Яблоко» по региональной группе «Центральная», включающей Московскую, Тверскую и Смоленскую область) под номером 5, а также — по 113-му Подольскому одномандатному округу. Не избран.
В 2003 и 2005 баллотировался на должность главы администрации Подольска.
В 2007—2012 — член Общественного совета при главе Подольского городского округа
С 2004 по 2014 год — помощник, сотрудник Аппарата Уполномоченного по правам человека в Российской Федерации Владимира Лукина.